# Jean Britaud
Jean Britaud (prima metà del XIII secolo – 1278) è stato un nobile, condottiero e politico francese.
Fu panettiere del Regno di Francia, connestabile del Regno di Sicilia e vicario generale per Carlo I d'Angiò in Toscana.

## Biografia
Appartenente alla famiglia dei signori di Nangis-en-Brie, era figlio di Henri Britaud e visse probabilmente la sua adolescenza nei feudi paterni in Francia centrale e nella Champagne. Intorno al 1256 fu nominato panettiere del Regno di Francia alla corte del Re Luigi IX il santo e pochi anni dopo si accodò all'esercito raccolto dal fratello del Re di Francia Carlo I d'Angiò allo scopo di scacciare la dinastia sveva dal Regno di Sicilia, a quel tempo rappresentata dal Re Manfredi.
Una volta sconfitto Manfredi a Benevento e preso possesso del Regno, Carlo I nominò Jean Britaud connestabile del Regno di Sicilia, una delle cariche militari più importanti in quanto titolare del comando delle forze armate.
Partecipò alla Battaglia di Tagliacozzo nel 1268 e assistette al processo presso Napoli comminato a Corradino di cui poi si occupò di stendere testamento.
Dopo aver risolto l'affare svevo, Carlo d'Angiò gli affidò l'incarico di suo vicario in Toscana al fine di sottomettere i ghibellini della zona. Si distinse particolarmente nella battaglia di Colle Val d'Elsa, combattuta il 17 giugno 1269 in cui, nonostante l'inferiorità numerica, riuscì ad infliggere una durissima sconfitta ai ghibellini senesi. Il cronista Giovanni Villani lo ricorderà nella sua Cronica col nome di Giambertoldo. 
Durante la sua attività di vicario regio ebbe al suo servizio Brunetto Latini, maestro di Dante Alighieri e inoltre ottenne tutti i feudi del barone ribelle Guglielmo de Parisio, tra la Capitanata, la Basilicata e la Terra d'Otranto.
Nel marzo 1270 fu richiamato nel Regno e al suo posto fu nominato vicario Guido di Montfort. Carlo d'Angiò intanto preparava il supporto alla crociata contro Tunisi organizzata da Luigi IX e poco dopo ritroviamo Jean Britaud nel seguito del Re. 
Al ritorno dalla crociata fu inviato in Francia e nel 1272 gli fu dato l'incarico di riscuotere l'eredità del defunto conte di Poitou, fratello di Carlo, attività che si protrasse per molti anni.
Morì in Francia tra l'11 aprile e il 30 agosto 1278.

## Discendenza
Jean Britaud sposò in prime nozze Margherita di Nemours da cui ebbe due figlie: Giovanna, che nel 1272 fu data in sposa a Raimondo del Balzo, e Filippa, la quale sposò il nobile Burcardo di Montimorency.
Alla morte di Margherita Jean sposò la figlia del camerario del Regno di Sicilia Pietro di Beaumont, Elisa da cui ebbe un figlio di nome Jean il quale morì subito a Castelnuovo della Daunia dopo la dipartita del padre in Francia.
Non lasciando eredi maschi i suoi beni furono devoluti alla corona.